# Marco Schelch
Marco Schelch (* 5. Juli 1970 in Graz; Steiermark) ist ein österreichischer Schlagersänger.

## Leben
In Graz in der Steiermark geboren, reichen Marco Schelchs familiäre Wurzeln bis nach Düsseldorf. Er lernte Gitarrenspielen und entwickelte seine eigenen Songs. Schon in seiner Jugend interpretierte er bei Auftritten in der Tanzbar seiner Eltern Superstars wie Tom Jones, Frank Sinatra, Udo Jürgens und Howard Carpendale. Im Alter von 17 Jahren nahm er 1987 mit dem Chanson-Klassiker My Way an der großen ORF-Show „Die große Chance“ teil. Am 6. April 2024 hatte er dort nach 37 Jahren einen zweiten großen Auftritt. Diesmal sang er seinen eigenen Titel Eine Frau ist eine Frau. Ebenfalls 1987 gewann Marco Schelch das Österreichische Talente-Festival und brachte seine erste eigene Single Leave Me Now in die Hitparade und das „Hitpanorama“ von Hitradio Ö3. Danach ging er nach Südtirol, wo ihn die Bekanntschaft und Unterstützung des Komponisten Giorgio Moroder beeindruckte. Seit 2004 wird er von Christian Zierhofer im Schlagergenre betreut, der nicht nur Produzent und Arrangeur, sondern auch Schelchs Förderer und Freund geworden ist. Aus dieser Zusammenarbeit heraus entstanden Songs wie Ich lebe nur einmal, Nenn’ es wie du willst, Ich warte noch auf Julia, Es ist schön, dass es dich gibt und Solang die Liebe lebt sowie die Alben Weil ich dich liebe, Zärtliche Wölfe und In diesem Leben geht’s uns gut.  Am 8. März 2024 wurde seine Single-CD Spielzeugautomat veröffentlicht.
Marco Schelch ist verheiratet und Vater von drei Kindern.